# 中囊书带蕨
中囊书带蕨（学名：Vittaria mediosora）为书带蕨科书带蕨属下的一个种。

## 扩展阅读
- 維基物種上的相關：中囊书带蕨